# Нікарагуа
Нікара́гуа (ісп. Nicaragua МФА: [nikaˈɾaɣwa] Нікара́гва), офіційно Респу́бліка Нікара́гуа — країна в Центральній Америці. Найбільша за площею (139 494 тис. км²) серед центральноамериканських держав. Є членом ООН, Організації американських держав (ОАД), Системи центральноамериканської інтеграції (СЦАІ), Центральноамериканського спільного ринку (ЦАСР), Латиноамериканської економічної системи (ЛАЕС), Співтовариства держав Латинської Америки та Карибського басейну (СДЛАК), Руху неприєднання та ін.

## Назва
Офіційна назва — Республіка Нікарагуа, Нікарагуа (ісп. Republica de Nicaragua, Nicaragua). Назва країни походить від назви найбільшого індіанського поселення Нікарао в цих місцях, що на нього натрапив іспанський конкістадор Хіль Гонсалес Давіла під час експедиції 1522—1523 років. Частка «агуа» (ісп. agua) означає воду, тобто великі озера поблизу поселення, Манагуа і Нікарагуа. Іноді назву виводять не від назви поселення, а від імені індіанського вождя Нікарао (?-1523), який був підступно вбитий іспанськими конкістадорами.

## Географія

Нікараґуа на мапі Південної Америки

Країна розташована між Тихим океаном та Карибським морем, межує на півночі з Гондурасом, на півдні з Коста-Рикою.
Загальна довжина морського узбережжя Нікараґуа — 910 км. Нікараґуа має вихід як до Тихого океану, так і до Карибського моря.
Основні річки: Коко, Прінсаполька, Ріо-Ґранде та інші.

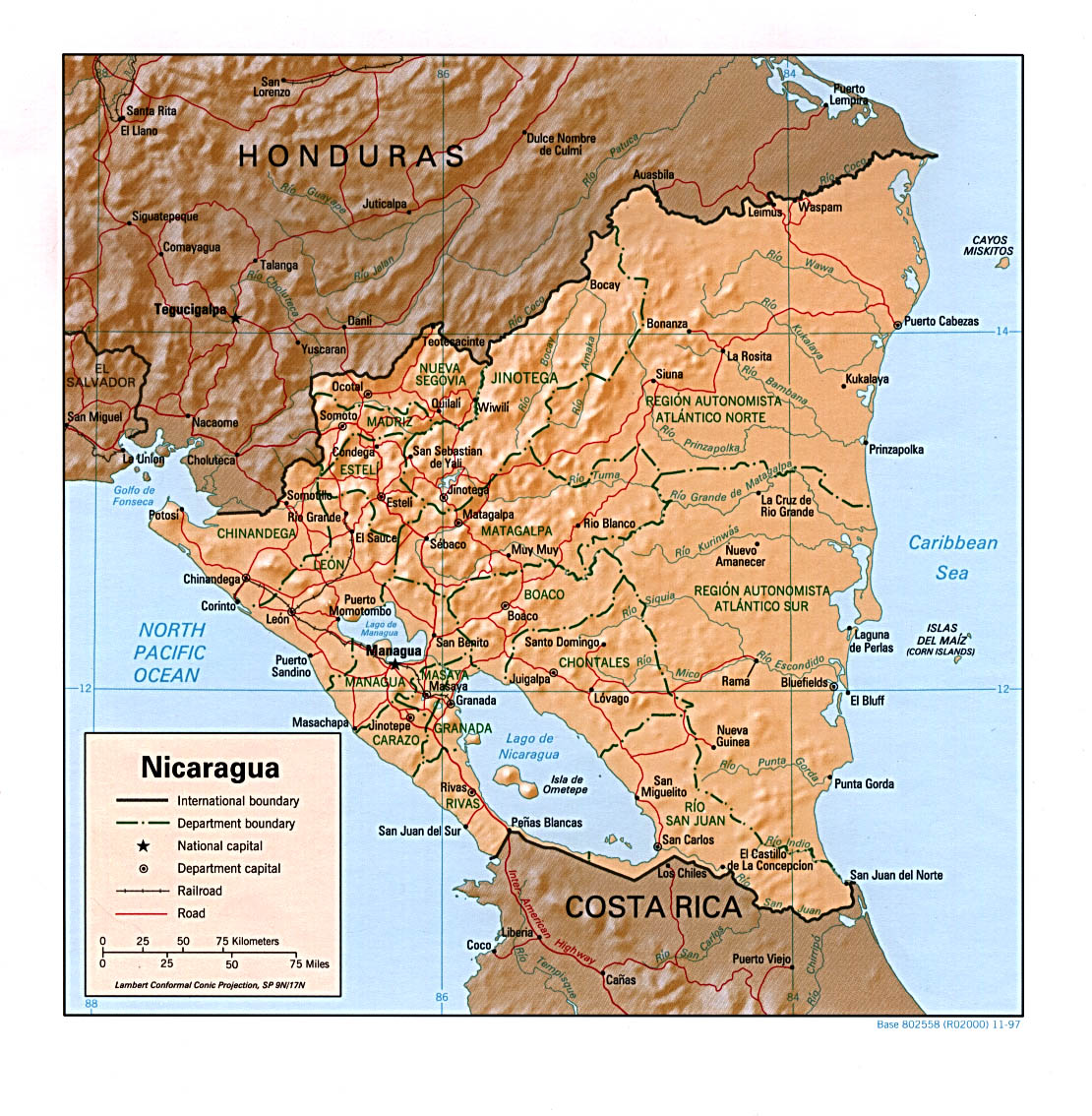
Мапа рельєфу Нікараґуа

### Рельєф
У межах території Нікараґуа, що відрізняється великою різноманітністю ландшафтів, можна виділити чотири великі природні області.
Прибережна частина Нікарагуа — низовини, усередині країни — нагір'я з хребтами висотою до 2438 м. На заході від нагір'я — тектонічна западина з великими озерами Нікараґуа та Манагуа.
Уздовж західної околиці западини протягається ланцюг згаслих і діючих вулканів: Косігуїна (859 м), Ель-В'єхо (1780 м), Момотомбо (1258 м) і інші.
Вся зона західної западини високосейсмічна. У зоні діючих вулканів часто відбуваються землетруси.
Країну перетинають два довгих гірських пасма, у яких налічується понад 40 вулканів.

## Клімат

Кліматична мапа Нікараґуа (за Кеппеном)

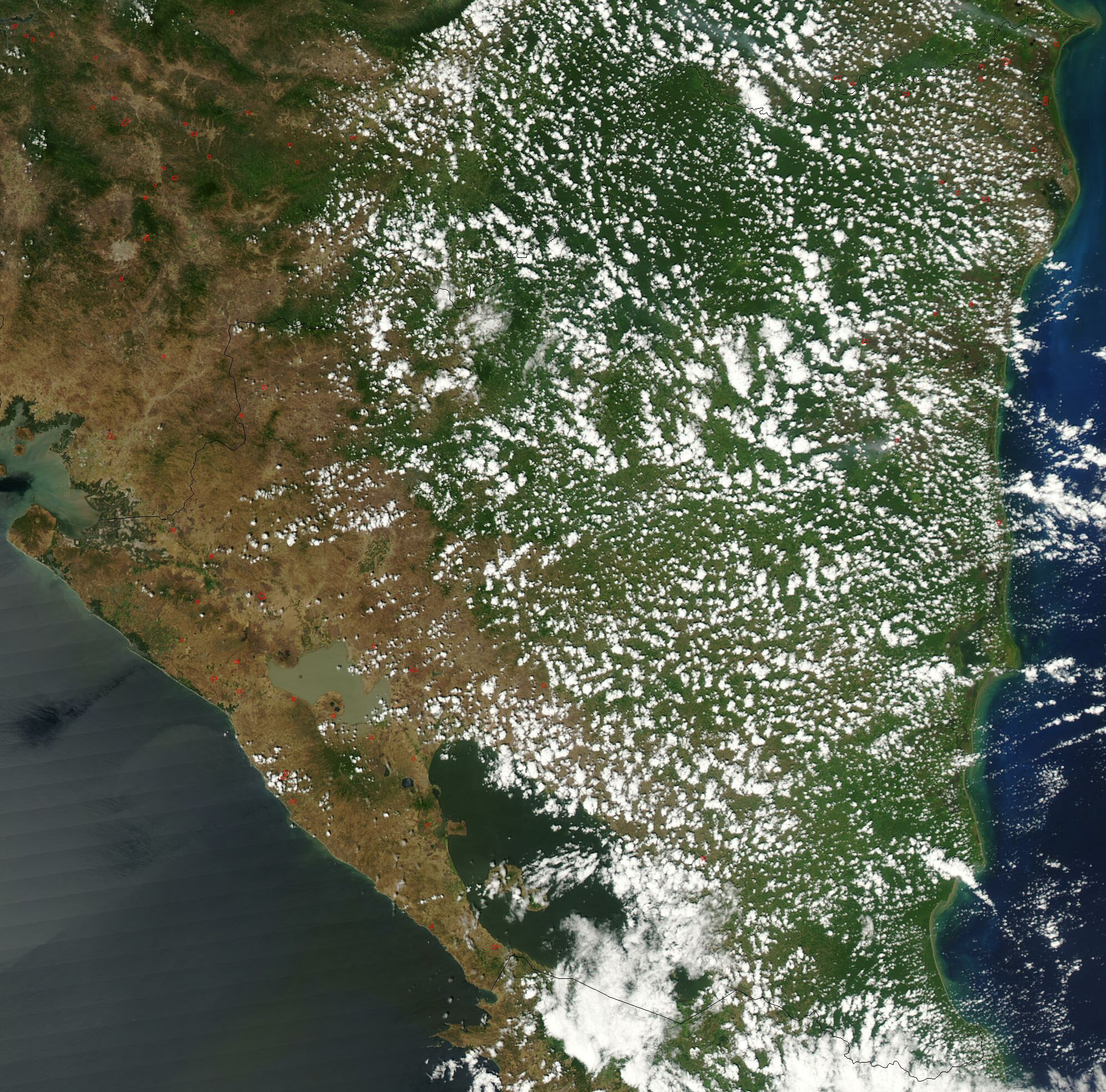
Світлина з космосу, березень 2003

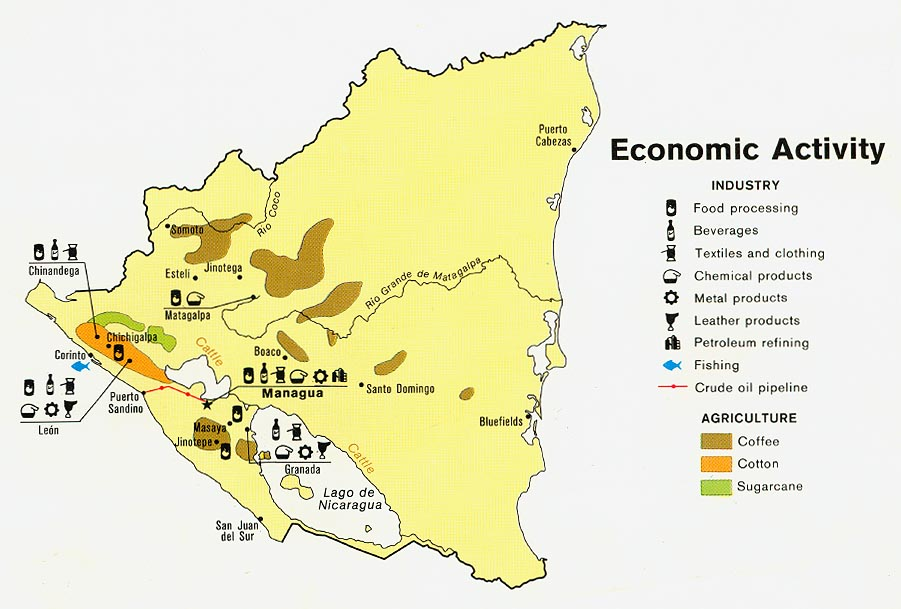
Економічна мапа Нікараґуа, 1979

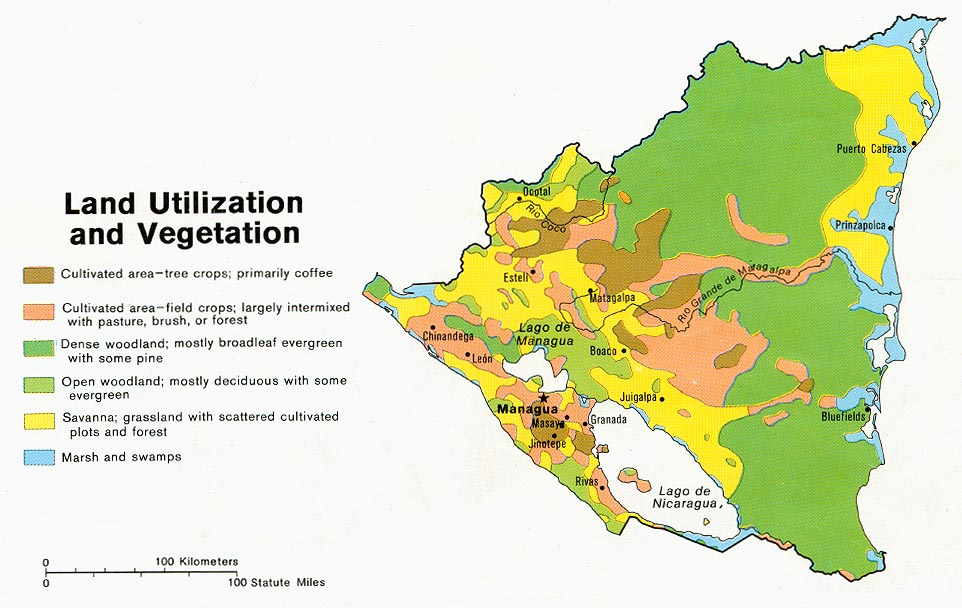
Рослинність Нікараґуа, 1979

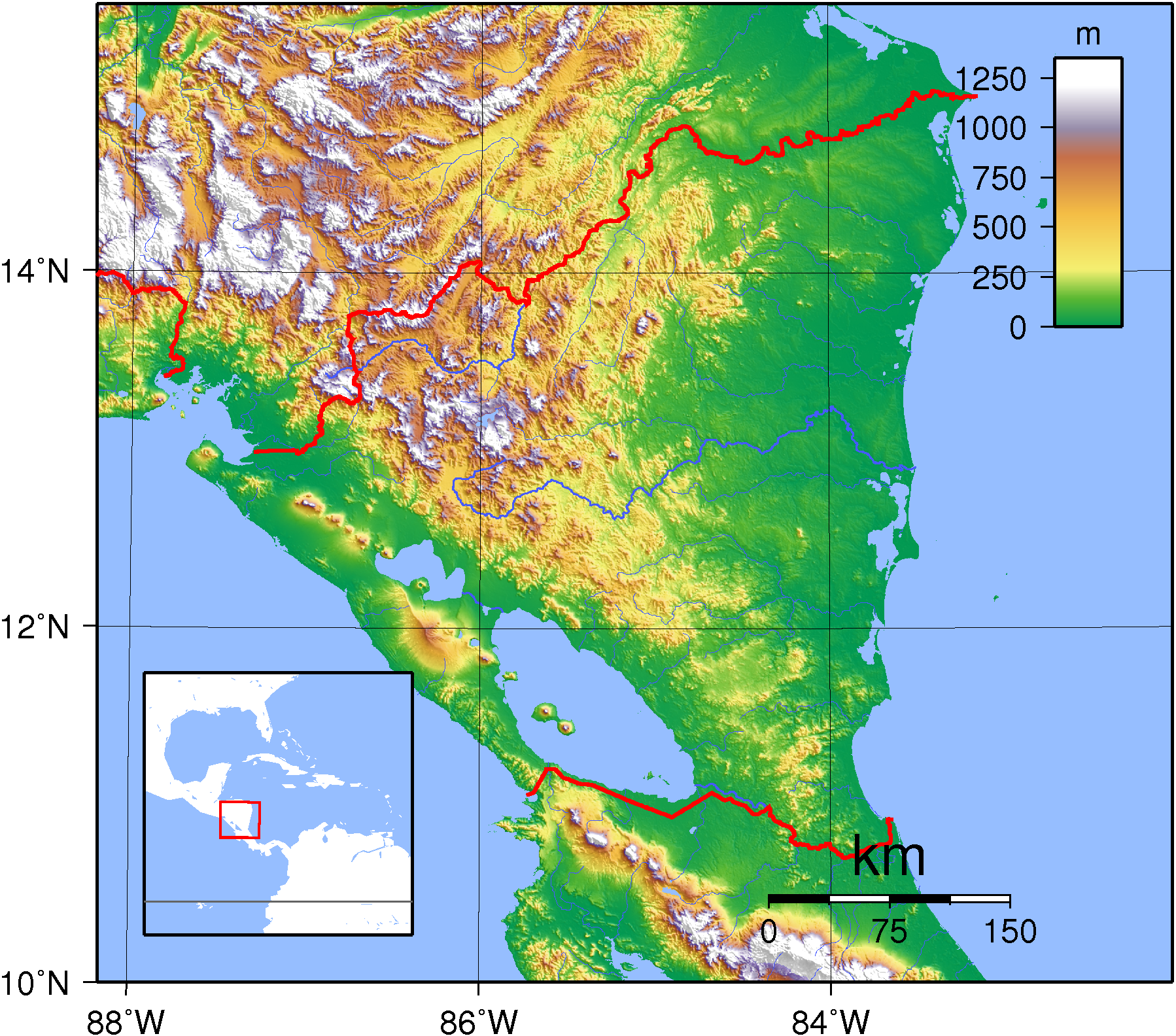
Топографічна мапа Нікараґуа

Територія Нікарагуа лежить у тропічному кліматичному поясі. Увесь рік панують тропічні повітряні маси.
Сезонний хід температури повітря чітко відстежується. Найхолодніший місяць – січень, температура на висоті 1500 м, на західному узбережжі, становить 16 °C.
У Нікараґуа переважають східні пасатні вітри.
Повітря достатнє зволоження (на підвітряних схилах відчувається значний дефіцит вологи).
Досить чітко простежується два сезони: сухий (листопад — квітень) та вологий (травень — жовтень). Середня денна температура сухого періоду: 24-32 °C.
У теплий сезон з морів та океанів часто надходять тропічні циклони. У навітряних, відкритих пасату східних частинах території випадає більше опадів на рік. Далі на захід кількість опадів знижується. Подекуди у країні щорічно випадає більше 3100 мм опадів.

## Історія

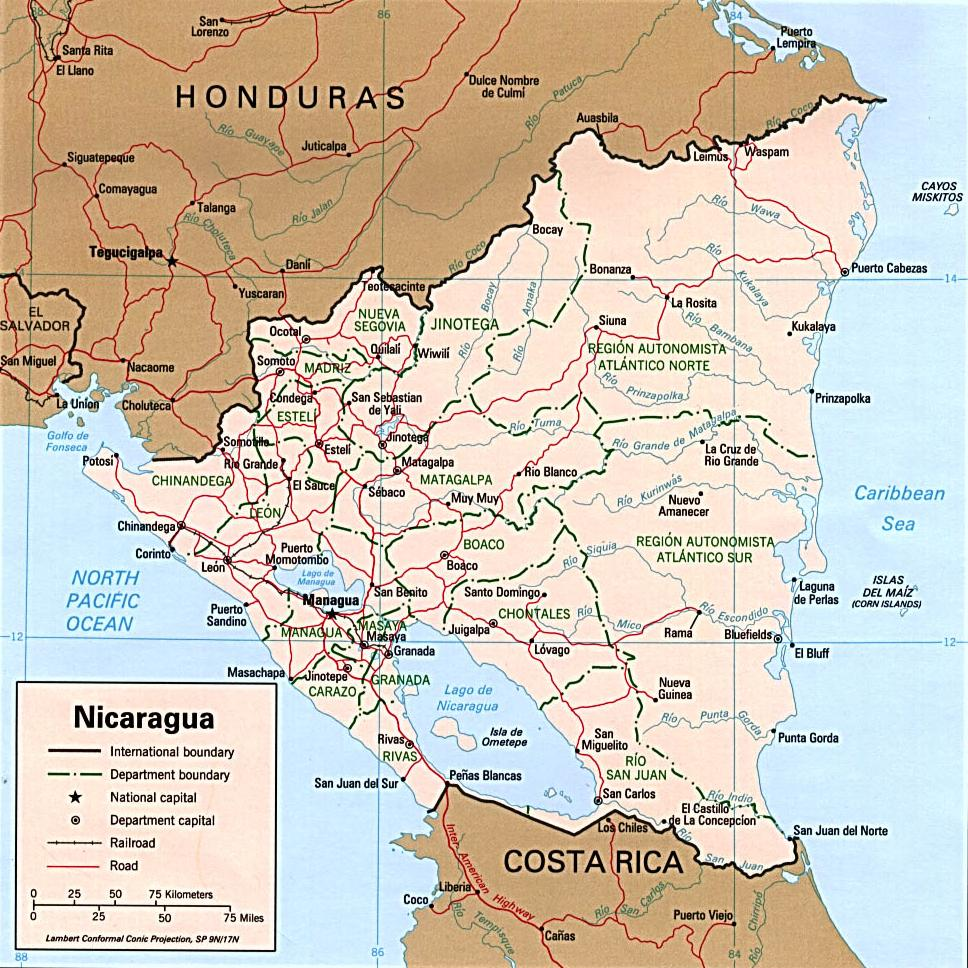
Політична мапаа Нікараґуа

## Державно-політичний устрій
Нікараґуа — президентська республіка. Очільником держави та уряду є президент Нікараґуа, який обирається терміном на 5 років.
Данієль Ортега Сааведра — президент Нікарагуа у 1985—1990 рр. і з листопада 2006 р. по теперішній час.

## Адміністративно-територіальний поділ
Нікараґуа поділяється на 15 департаментів та 2 автономних регіони.

Департаменти Нікарагуа

| №  | Прапор | Герб | Назва                                              | Адмінцентр     | Населення (осіб, 2012 р.) | Площа (км²) | Щільність, осіб/км² | Мапа |
| -- | ------ | ---- | -------------------------------------------------- | -------------- | ------------------------- | ----------- | ------------------- | ---- |
| 1  |        |      | Мадрис                                             | Сомото         | 158 020                   | 1 708,23    | 92,51               |      |
| 2  |        |      | Нуева-Сеговія                                      | Окоталь        | 243 014                   | 3 491,28    | 69,61               |      |
| 3  |        |      | Хінотега                                           | Хінотеґа       | 417 372                   | 9 222,40    | 45,26               |      |
| 4  |        |      | Автономний регіон Північно-Карибського узбережжя   | Пуерто-Кабесас | 453 541                   | 33 105,98   | 13,70               |      |
| 5  |        |      | Чинандега                                          | Чинандега      | 423 062                   | 4 822,42    | 87,73               |      |
| 6  |        |      | Естелі                                             | Естелі         | 220 703                   | 2 229,69    | 98,98               |      |
| 7  |        |      | Матагальпа                                         | Матагальпа     | 542 419                   | 6 803,86    | 79,72               |      |
| 8  |        |      | Автономний регіон Південного Карибського узбережжя | Блуфілдс       | 369 254                   | 27 260,02   | 13,55               |      |
| 9  |        |      | Леон                                               | Леон           | 404 471                   | 5 138,03    | 78,72               |      |
| 10 |        |      | Манагуа                                            | Манагуа        | 1 448 271                 | 3 465,10    | 417,96              |      |
| 11 |        |      | Боако                                              | Боако          | 174 682                   | 4 176,68    | 41,82               |      |
| 12 |        |      | Чонталес                                           | Хуіґальпа      | 182 838                   | 6 481,27    | 28,21               |      |
| 13 |        |      | Карасо                                             | Хінотепе       | 186 898                   | 1 081,40    | 172,83              |      |
| 14 |        |      | Масайя                                             | Масайя         | 348 254                   | 610,78      | 570,18              |      |
| 15 |        |      | Гранада                                            | Гранада        | 200 991                   | 1 039,68    | 193,32              |      |
| 16 |        |      | Рівас                                              | Рівас          | 174 589                   | 2 161,82    | 80,76               |      |
| 17 |        |      | Ріо-Сан-Хуан                                       | Сан-Карлос     | 122 666                   | 7 540,90    | 16,27               |      |
|    |        |      | Всього                                             |                | 6 071 045                 | 120 339,54  | 50,45               |      |

## Населення
Чисельність населення, станом на 2022 рік, налічує 6 751 000 осіб. Склад населення (станом на 2001 рік): метиси — 70 %, нащадки іспанців — 15 %; афроамериканці — 10 %, індіанці 5 %.

## Мови
Державна мова — іспанська, також населення розмовляє мискіто, суму, матагальпа, рама та англійською.

## Релігія
Переважна більшість населення країни сповідує католицтво. Вихідці з Вест-Індії — переважно протестанти, значну частку серед яких становлять моравські брати.

## Економіка
Нікарагуа — переважно аграрна країна. Основні галузі промисловості: харчова, хімічна, металовиробна, текстильна та легка промисловість, нафтова. У загальному вантажообігу країни провідна роль належить автотранспорту. Основна частина транспортних артерій зосереджена в західній частині країни. У 1993 році загальна протяжність доріг у країні — понад 24 тис. км, здебільшого без твердого покриття. Національна авіакомпанія «Аероніка» здійснює польоти на внутрішніх і міжнародних лініях зі столичного летовища Лас-Мерседес. Головні морські порти — Корінто, Пуерто-Кабесас і Блуфілдс. Найбільший морський порт — Корінто, сполучений зі столицею залізницею.
Експорт: кава, бавовна, цукор, банани, м'ясо.
За даними (Index of Economic Freedom, The Heritage Foundation, U.S.A. 2001):
- ВВП — $ 2,2 млрд.
- Темп зростання ВВП — 4 %.
- ВВП на душу населення — $452.
- Прямі закордонні інвестиції — $ 133 млн.
- Імпорт (нафта, несільськогосподарська сировина, споживчі товари тривалого користування і обладнання) — $ 1,5 млрд (г. ч. США — 31 %; Гватемала та Японія — по 10 %; Нідерланди — 7,7 %; Мексика — 2,8 %).
- Експорт (сільськогосподарська продукція, передусім кава, бавовна, цукор, м'ясо і банани) — $ 896 млн (г. ч. США — 36 %; Німеччина — 12,7 %; Коста Рика — 4,5 %; Іспанія — 4,2 %).

## Зовнішня політика
Країна має відносини з багатьма країнами світу.

### Відносини з Україною
Дипломатичні відносини з Україною були встановлені 30 листопада 1992 р. З 7 листопада 1990 р. підтримуються дипломатичні відносини з Тайванем. Нікарагуа — одна з небагатьох країн, які вслід за Росією визнали незалежність самопроголошеної держави Абхазії.
На початку 2021 року Україна, виконуючи рішення РНБО, ввела секторальні санкції на 5 років проти Нікарагуа через недружні дії щодо України, у результаті яких, ігноруючи протести МЗС України, Нікарагуа відкрило «почесне консульство Нікарагуа» на території окупованого Криму. Міністерство закордонних справ України неодноразово направляло звернення до Міністерства закордонних справ Нікарагуа з вимогою скасувати своє неправомірне рішення, однак офіційна Манагуа ігнорувала звернення української сторони.
Нікарагуа підтримує РФ у вторгненні в Україну.

## Спорт
Найпопулярніший вид спорту в Нікарагуа — бейсбол. Також поширений бокс, який набув популярності завдяки успіху Алексіса Аргуельйо. Інші популярні види спорту: футбол, важка атлетика та плавання. За часів Сандіно уряд доклав зусиль для популяризації спорту серед жінок. Олімпійські спортсмени з Нікарагуа вперше представили свою країну в Мехіко в 1968 році.